# Mesen (Belgien)

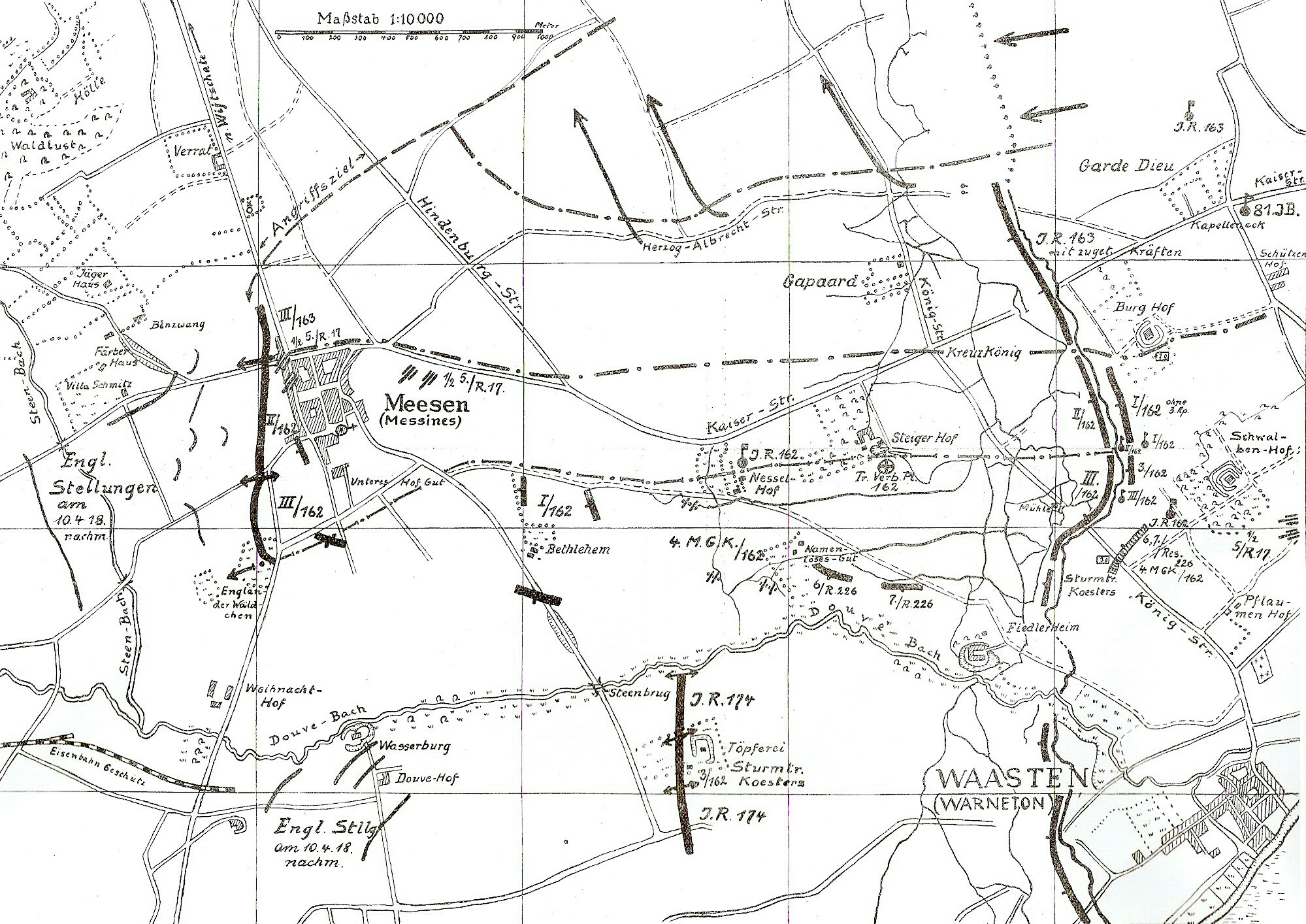
Momentaufnahme vom April 1918

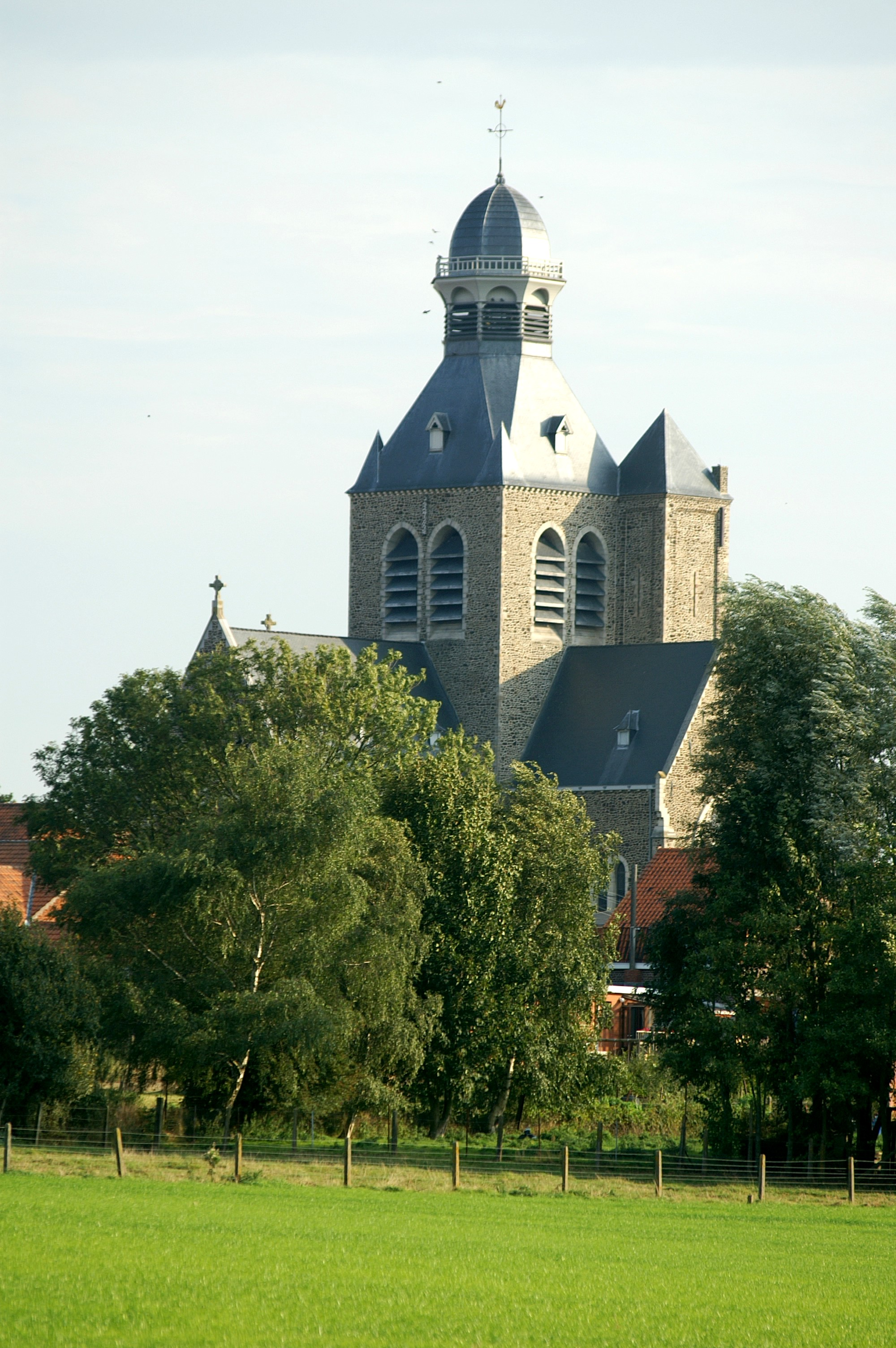
Blick auf die Sint-Niklaaskirche

Mesen (französisch Messines, wallonisch Messene bzw. Mèssène) ist eine belgische Stadt in der Region Flandern. Sie gehört zur Flämischen Gemeinschaft, der Provinz Westflandern und zum Kreis Ypern. Mesen ist eine Fazilitäten-Gemeinde.

## Geographie
Mit einer Bevölkerung von weniger als 1000 Einwohnern ist Mesen eine der kleinsten Städte Belgiens. Darüber hinaus ist sie – wie Baarle-Hertog und Ixelles/Elsene – in zwei nicht miteinander verbundene Teile (Exklaven) getrennt.

## Geschichte
Das Kloster Mesen/Messines wurde im 11. Jahrhundert von der heiligen Adela von Messines gegründet († 8. Januar 1079), die hier auch begraben wurde. Adelheid war eine Tochter des französischen Königs Robert der Fromme und Schwiegermutter Wilhelms des Eroberers, auch Wilhelm I. (England) genannt.
Die Stadt erreichte ihren Zenit im 12. und 13. Jahrhundert – wie Lille, Ypern und Brügge auch – aufgrund der Tuchindustrie. Im Ersten Weltkrieg war der südlich von Ypern gelegene Ort von strategischer Bedeutung, da ein kleiner Höhenzug in seiner Nähe verläuft. Der Ort wurde so im Verlaufe der Schlachten um Ypern völlig zerstört und nach dem Krieg an derselben Stelle wieder aufgebaut.  Die Landschaft um die Stadt wurde besonders durch die Schlacht von Messines (siehe Momentaufnahme) durch Sprengtrichter, die bis heute sichtbar sind, gezeichnet. Soldatenfriedhöfe und Denkmäler für die zahlreichen verschollenen Soldaten zeugen von den Opfern der Kämpfe. Die Explosion von 19 Minen, mit insgesamt rund 400 Tonnen Sprengstoff, den die Briten am 7. Juni 1917 zündeten, war die bisher größte und lauteste konventionelle Explosion der Menschheitsgeschichte. Fast 10.000 deutsche Soldaten wurden dabei innerhalb von Sekunden getötet.

## Städtepartnerschaften
Seit 1975 besteht eine Städtepartnerschaft zwischen Mesen und der neuseeländischen Stadt Featherston. 

## Trivia
Vor etwa 100 Jahren wurde Mesen noch Meesen geschrieben. Lübeck, dessen Regiment im April 1918 dort kämpfte, benannte später eine seiner Kasernen als Meesen-Kaserne. Die Kaserne als solche und somit der Name existieren heute nicht mehr. Fast alle Unterkunftsgebäude existieren allerdings mit ziviler Nutzung immer noch. Das Gelände wird noch heute allgemein als Meesenkaserne bezeichnet. Die Straße um den ehemaligen Exerzierhof trägt ebenfalls noch den Namen Meesenring.
Man nimmt an, dass mindestens vier nicht detonierte Minen aus dem Ersten Weltkrieg existieren, die größte davon direkt unter einem Bauernhof. Da die Gänge aber mittlerweile eingestürzt oder mit Wasser gefüllt sind, kann man heute nicht mehr zu dem Sprengstoff gelangen, um ihn zu entschärfen.
Weihnachten 1914 war der Gefreite Adolf Hitler als Ordonnanz und Melder des Königlich Bayerischen 16. Reserve-Infanterie-Regiments in Mesen.